# Амела Кршо
Амела Кршо (нар. 17 квітня 1994 року) — боснійська професійна футбольна нападниця, яка виступає за SFK 2000 у жіночій Прем'єр-лізі Боснії та Герцеговини та жіночій збірній Боснії та Герцеговини .

## Клубна кар'єра
Кршо розпочала свою кар'єру і зіграла роки в SFK 2000 в Сараєво, Боснія і Герцеговина. У 2011 році вона була визнана гравцем року в Прем'єр-лізі Боснії. З SFK вона виграла шість боснійських жіночих прем'єр-ліг, а також шість кубків боснійських жінок.
У 2013 році вона перейшла до команди-суперниці ліги Баня-Луки. Покинувши Баня-Луку в 2014 році, Кршо кілька місяців грала в Угорщині за «Будівництво Ференцвароша».
У 2015 році вона підписала контракт з німецькою [[Турбіне (Потсдам)|«Потсдам»]. У 2016 році вона покинула Потсдам і повернулася до SFK 2000.

## Міжнародна кар'єра
З 2009 року Кршо виступає за жіночу збірну Боснії та Герцеговини .

## Нагороди
- Гравець року в Прем'єр-лізі Боснії серед жінок: 2011